# 1866 في فرنسا
فيما يلي قوائم الأحداث التي وقعت خلال عام 1866 في فرنسا.

## ظهور
- 1 يناير – مغامرات الكابتن هاتراس كتاب من تأليف جول فيرن.

## كتب
من الكتب التي صدرت هذه السنة في فرنسا:
- 1 يناير – عمال البحر من تأليف فكتور هوغو.

## مواليد

### يناير
- 29 يناير – رومان رولان مؤلف فرنسي.

### فبراير
- 2 فبراير – كزافييه كبولاني

### مارس
- 20 مارس – لويس برتران مؤرخ فرنسي.

### مايو
- 17 مايو – إيريك ساتيه

### يوليو
- 1 يوليو – أرماند بلوخ نحات فرنسي.

### سبتمبر
- 7 سبتمبر – تريستان برنار كاتب فرنسي.
- 21 سبتمبر – شارل نيكول
- 23 سبتمبر – فرانسوا غانيبان عالم نبات فرنسي.

### نوفمبر
- 11 نوفمبر – أنتوان مييه

### ديسمبر
- 12 ديسمبر – ألفرد فيرنر كيميائي سويسري.

## وفيات

### يوليو
- 28 يوليو – ميشيل نيكولا (مواليد 1810)